# Synallaxis
Synallaxis é um gênero de ave da família Furnariidae.

## Espécies
- S. albescens
- S. albigularis
- S. albilora
- S. azarae
- S. beverlyae
- S. brachyura
- S. cabanisi
- S. castanea
- S. cherriei
- S. cinnamomea
- S. cinerascens
- S. courseni
- S. erythrothorax
- S. frontalis
- S. fuscorufa
- S. gujanensis
- S. hypospodia
- S. infuscata
- S. macconnelli
- S. maranonica
- S. moesta
- S. spixi
- S. stictothorax
- S. propinqua
- S. ruficapilla
- S. rutilans
- S. subpudica
- S. tithys
- S. unirufa
- S. whitneyi
- S. zimmeri